# Пестриково (Ступинский район)
Пестриково — деревня в Ступинском районе Московской области в составе Городского поселения Малино (до 2006 года — входила в Березнецовский сельский округ). На 2016 год в Пестриково 1 улица — Зелёная, впервые в исторических документах деревня упоминается в XVI веке.

## Население
| 2002 | 2006 | 2010 |
| ---- | ---- | ---- |
| 4    | ↘3   | ↘2   |

Пестриково расположено на севере района, у истоков безымянного ручья бассейна реки Нудовка (правый приток Северки), высота центра деревни над уровнем моря — 165 м. Находится в 3,2 км на северо-запад от Малино, другие ближайшие населённые пункты: Хонятино — в 1,5 км на юго-восток и Четряково — около 2,5 км на северо-восток.